# Hare Street
Hare Street – osada w Anglii, w Hertfordshire. Langport jest wspomniana w Domesday Book (1086) jako Langeport.